# Iscalina
Iscalina is een geslacht van vlinders van de familie venstervlekjes (Thyrididae).

## Soorten
- I. hyperbolica (Warren, 1898)
- I. indistincta (Gaede, 1922)
- I. mediosecta (Warren, 1898)